# Almuric
Almuric es una novela corta de Robert E. Howard publicada originalmente en inglés en la revista pulp Weird Tales en mayo de 1939. Traducida por primera vez al español en 1987, es una obra que pertenece al género de la fantasía heroica.

## Argumento

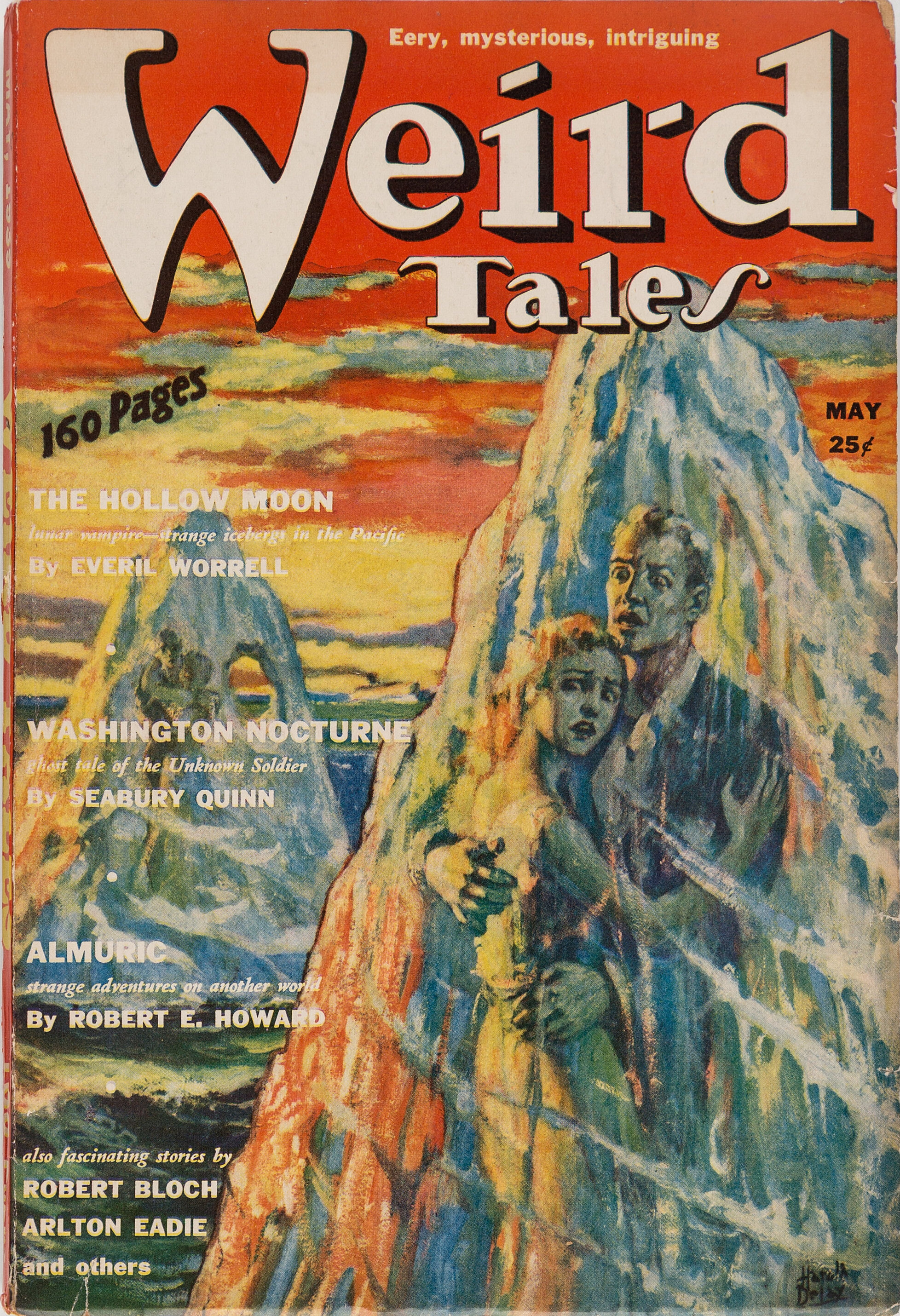
Número de mayo de 1939 de Weird Tales, que incluía la primera parte de Almuric de Robert E. Howard.

El protagonista Esaú Cairn es un hombre nacido en el sudoeste de  Estados Unidos a principios del siglo XX. Es un desplazado, un hombre violento, un personaje nacido fuera de su época aunque de gran inteligencia, por tal motivo abandona los estudios y se dedica al deporte. Entrenando como boxeador mata a su sparring y le retiran la licencia; posteriormente en un altercado mata a otro hombre de un puñetazo y por ello la policía le busca. Por azar entra en un laboratorio y allí, un científico, el profesor Hildebrand, lo lanza con una máquina a un tiempo y lugar diferentes, a un planeta primitivo y extraño que llama "Almuric". Allí en ese mundo primitivo y salvaje, en el que la tribu de cada ciudad es enemiga de todas las otras, comienzan sus aventuras en la ciudad de Koth, que le adopta como uno de su hijos y en donde le conocerán como "Mano de Hierro". En este mundo poblado por hombres salvajes que se llaman a sí mismos "guras" acechan los "yagas", unos demonios alados que habitan la ciudad de Yugga. Desde allí hacen expediciones por todo el mundo para llevar esclavas a su reina Yasmeena que gobierna desde hace mil años. En una de estas raptan a Altha, Esaú la sigue y la libera, pero tras diferentes peripecias caen ambos en manos de los yaga quienes los llevan prisioneros a su ciudad. Yasmeena lo quiere para sí, pero el huye y logra que las gentes de Koth y de Khor unan sus fuerzas y ataquen Yugga, donde tras una sangrienta batalla Esaú salva a Altha y aniquilan a los yaga. 

“En una palabra Esaú Cairn era un fenómeno: se trataba de un hombre cuyo cuerpo y espíritu estaban más en armonía con los tiempos primitivos".

“Cuando la carne y la sangre parecía que iban a llegar a sus últimos límites, un rugido de tormenta se elevó hacía los techos abovedados. Surgiendo de los pozos y anegando las salas, una marejada de guerreros que todavía no había participado en la batalla se unió a nosotros impacientes por lanzarse a la lucha".
Almuric, traducción de F. Arellano, Editorial Miraguano, 1987.

## Autoría
Hay algún debate respecto a si Robert E. Howard es el verdadero autor de Almuric. No se publicó sino hasta después de su muerte y se especula que fue escrita en cambio por su editor, Otis Adelbert Kline, y publicada como si fuera de Howard. Partes de su estilo, el final en particular, parecen inconsistentes con la obra previa de Howard. Puede que Howard haya creado un borrador de la historia que haya sido concluido posteriormente por otro escritor.